# Dogtrekking
Dogtrekking – zu Deutsch „Hundeweitwandern“ – ist eine vor allem in Tschechien, der Slowakei, Österreich, Polen, Belgien und Spanien populäre Hundesportart. Als Erfinder des modernen Dogtrekking gelten der ehemalige Bergsteiger und nunmehrige Schriftsteller Jaroslav „Monte“ Kvasnica und in weiterer Folge der Schlittenhundesportler und Journalist Vladimír Páral.
Seit dem Jahr 2000 finden in den genannten Ländern pro Saison zahlreiche Dogtrekking-Rennen statt, seit dem Jahr 2012 existiert ein europaweiter Cupbewerb.
Veranstaltungen zwischen 40 und 80 km Länge werden als Doghike bezeichnet, solche mit mehr als 80 km als Dogtrekking. Im Zuge mancher Rennen werden auch Einsteigertouren (meist ohne Wertung) mit weniger als 40 km Streckenlänge angeboten.
Der Hund trägt ein Zug- oder Führgeschirr, der Mensch einen Laufgürtel, wie er auch beim Canicross Verwendung findet. Daran befindet sich eine beliebige, etwa zwei bis drei Meter lange Leine mit einem Ruckdämpfer, wie er für den Schlittenhundesport entwickelt wurde. Je nach Veranstaltung ist auch der Einsatz von Hundepacktaschen möglich.
Die Strecke (Trail genannt) wird bei Rennen mit Hilfe von Karten und einer (vom Veranstalter bereitgestellten) Wegbeschreibung abgegangen oder -gelaufen, wobei in diesem Falle für die einzelnen Streckenabschnitte und/oder das gesamte Rennen zeitliche Obergrenzen gesetzt werden und das korrekte Zurücklegen der Route mit Hilfe von anzulaufenden Checkpoints (ähnlich einem Orientierungslauf) kontrolliert wird.
Ebenfalls vorgegeben ist bei Rennen eine Pflichtausrüstung, die zumeist aus Erste Hilfe-Ausrüstung, Booties (Pfotenschutz für Hunde), Schlafsack, Unterlagsmatte, Stirnlampe, Kartenmaterial, Wasser für Mensch und Hund, Futter und Fressnapf besteht. Je nach Beschaffenheit der Route kann diese Pflichtausrüstung aber variieren. Im Reglement ist das Mindestmaß an Ausrüstung angegeben, bei jeder Veranstaltung kann aber spezielles Equipment in der Ausschreibung gefordert werden.